# ادوين موير
ادوين موير (بالإنجليزية: Edwin Muir)‏ (و. 1887 – 1959 م) هو لغوي، وشاعر، وناقد أدبي، ومترجم، وكاتب بريطاني، توفي في كامبريدج، عن عمر يناهز 72 عاماً.

## جوائز
حصل على جوائز منها:

جائزة يوهان هاينريش فوس للترجمة ‏ (1958)

## روابط خارجية
- ادوين موير على موقع الموسوعة البريطانية (الإنجليزية)
- ادوين موير على موقع ميوزك برينز (الإنجليزية)